# Kaple Panny Marie (Malé Hřibojedy)
Kaple Panny Marie je římskokatolická kaple v Malých Hřibojedech, části obce Hřibojedy. Patří do farnosti Dvůr Králové nad Labem. Majitelem kaple je obec Hřibojedy.

## Historie
Kaple byla vybudována kolem roku 1920 místním sedlákem jako poděkování za návrat synů z 1. světové války. V sousedství kaple stojí krucifix z roku 1855. Stavba byla rekonstruována v letech 2011-2012.

## Architektura
Jednolodní stavba s věží pro zavěšení zvonu.

## Galerie

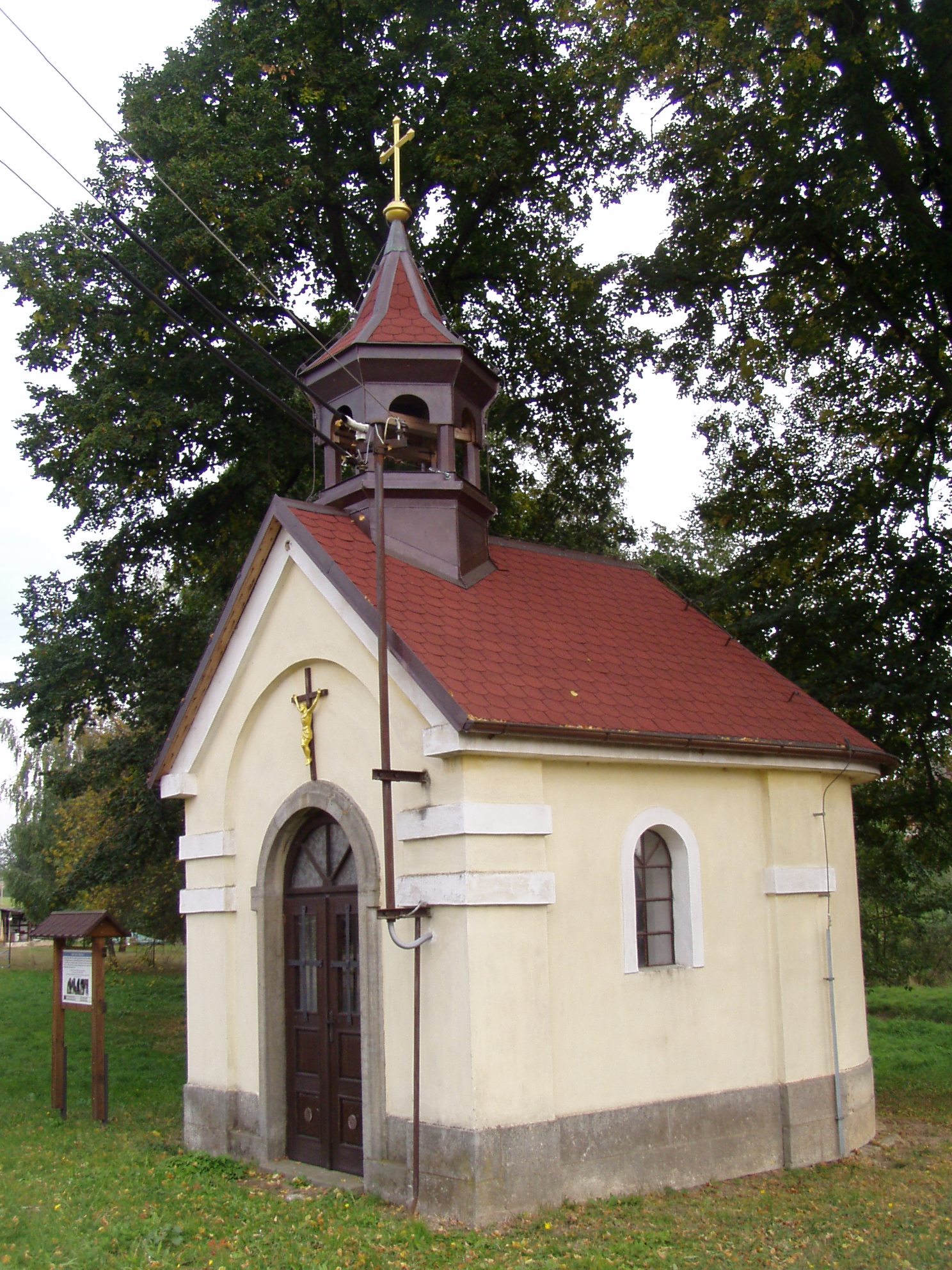
Kaple
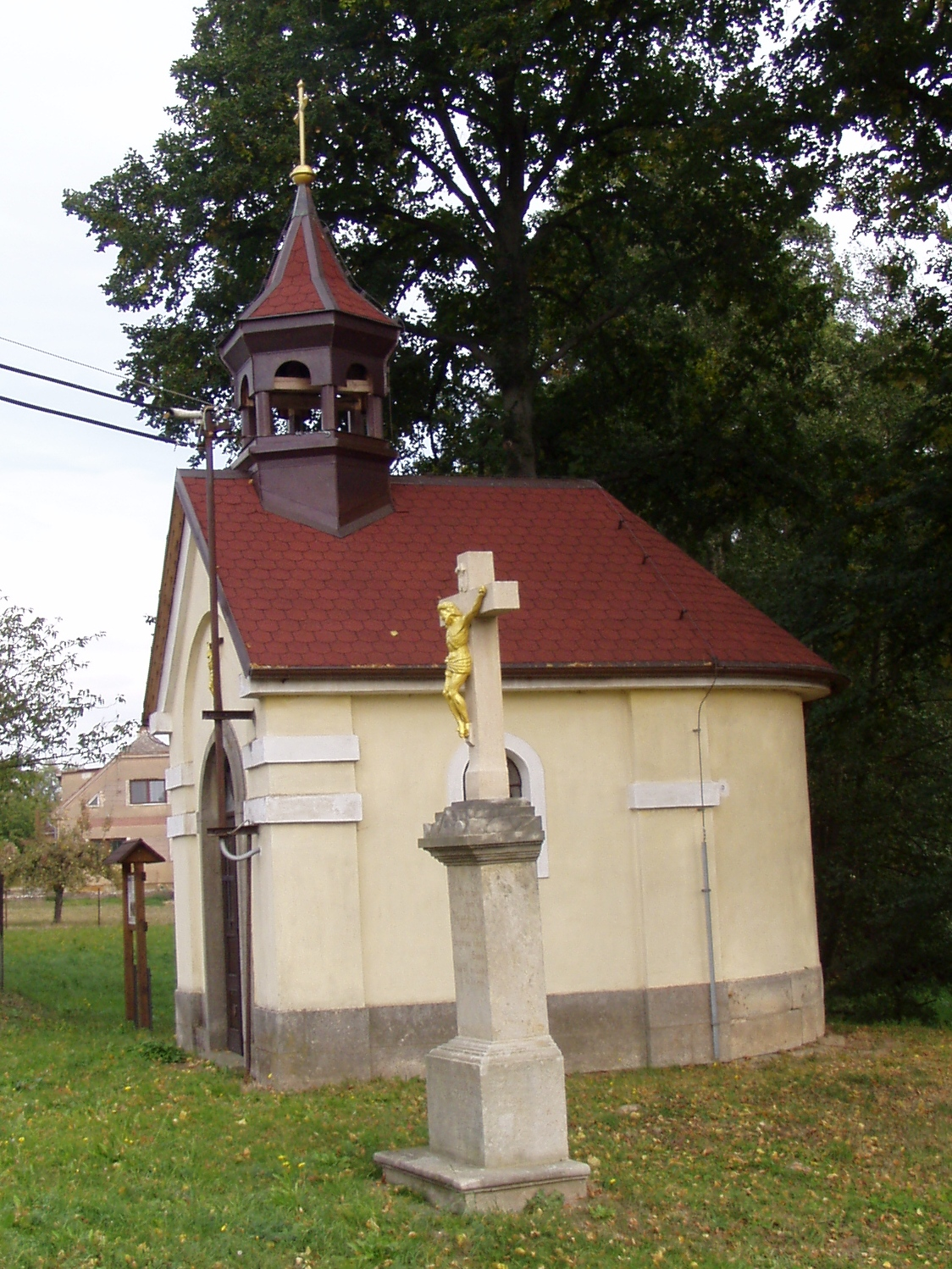
Kaple s krucifixem
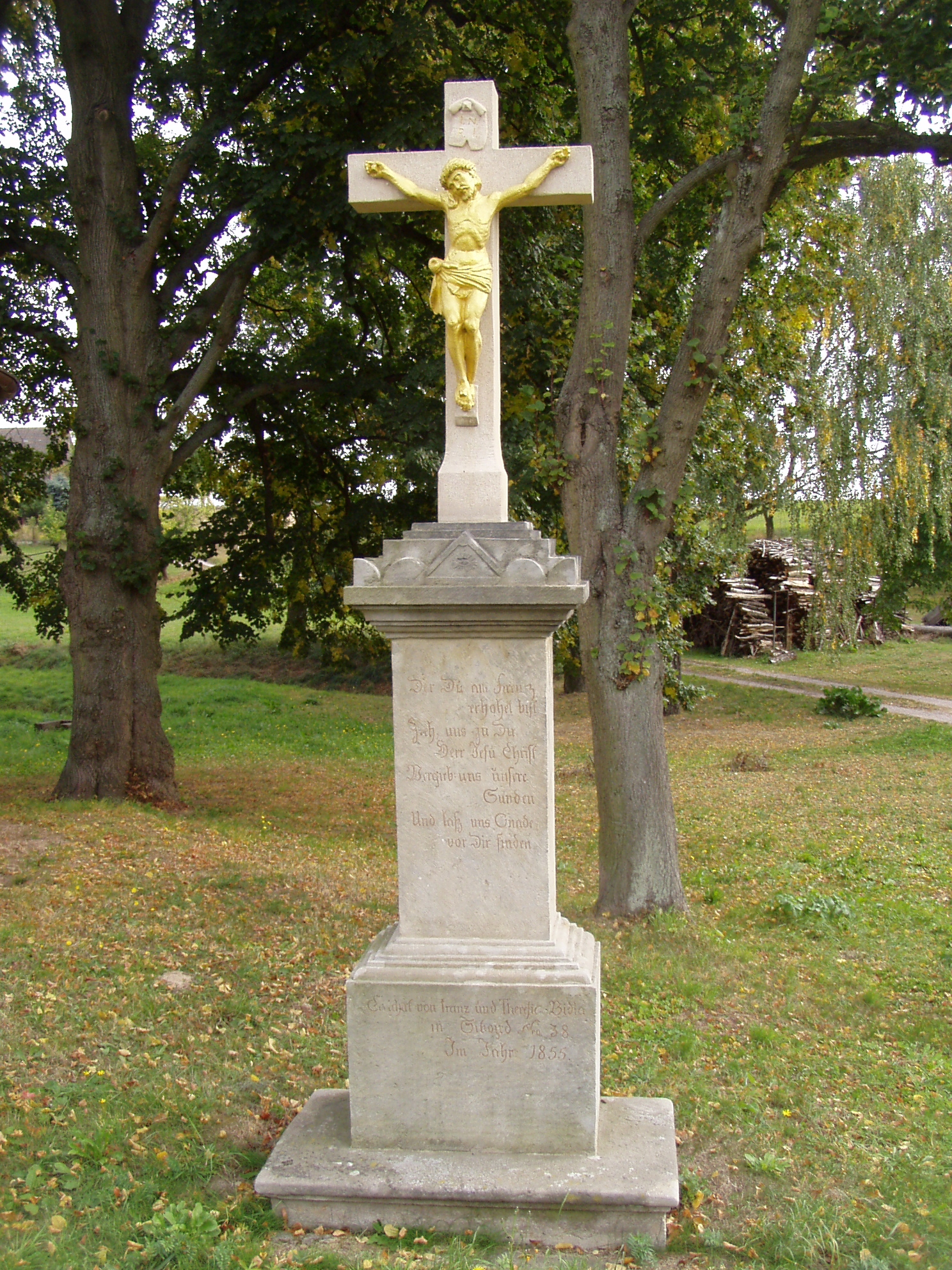
Krucifix